# حسین موسوی (ورزشکار)
سید حسین موسوی عضو تیم ملی کانوپولو در مسابقات قهرمانی آسیا کره جنوبی ۲۰۰۷ بود. تیم ایران در این مسابقات به رده سوم و مدال برنز دست یافت.وی هم اکنون به کارهای دیگر مشغول است و او جزو بهترین قایقرانان بوده که همیشه تیم ملی به او احترام خواستی می‌گذاشت